# دنيس مكارثي
دنيس مكارثي (بالإنجليزية: Dennis McCarthy)‏ هو باحث وعالم أمريكي، ولد في 22 سبتمبر 1942.